# モンスーン・ウェディング
『モンスーン・ウェディング』（Monsoon Wedding）は、2001年に制作されたインド・アメリカ・フランス・イタリア合作映画。パンジャーブ地方出身者の伝統的な結婚式を舞台にしたドラマ。

## キャスト
- ヴァスンダラー・ダース：アディティ・ヴァルマー（主人公）
- ナシールッディーン・シャー：ラリット・ヴァルマー（アディティの父）
- リレット・ドゥベー：ピンミー・ヴァルマー（アディティの母）
- パルヴィーン・ダーバス：ヘーマント（アディティの婚約者）
- ティロタマ・ショーム：アリス（ヴァルマー家のメイド）
- ヴィジャイ・ラーズ："P･K" ドゥベー（ウェディング・プランナー）

### 吹き替え
- アディティ：石塚理恵
- ラリット：小島敏彦
- ピンミー：野沢由香里
- "P･K" ドゥベー：多田野曜平